# Dubnica nad Váhom
Dubnica nad Váhom (slk. prije 1927. Dubnica, njem. Dubnitz an der Waag, mađ. Máriatölgyes) je grad u sjeverozapadnoj Slovačkoj u Trenčinskom kraju. Grad upravno pripada Okrugu Ilava.

## Zemljopis
Grad je smješten je na rijeci Váh u Ilavskoj nizini, između planina Bijelih Karpata i Strážovskih brda, na nadmorskoj visini od 242 metra. Grada se katastarski sastoji od Dubnica i dio grada zvan Prejta pripojen 1973. godine.

## Povijest
Prvi tragovi naselja na mjestu današnjeg grada su iz kamenog doba. Prvi pisani spomen o Dubnici nad Váhom je iz 1193. godine pod imenom Dubnicza. Negdje u 15. stoljeću naselje je pošlo pod upravu trenčinskog dvorca. Nakon osnutka Čehoslovačke, u gradu je 1936. godine izgrađena tvornica oružja i streljiva. Za vrijeme komunističke Čehoslovačke, to je bio jedana od najvećih tvornica oružja u cijeloj zemlji. Nakon Baršunaste revolucije 1989. godine tvornice je zatvorena.

## Stanovništvo
| Godina:     | 1993.  | 2003.   | 2013.   | 2023.    |
| ----------- | ------ | ------- | ------- | -------- |
| Broj ljudi: | 25 785 | 25 741  | 24 975  | 21 805   |
| Razlika:    |        | -0,17 % | -2,97 % | -12,69 % |

| Godina:     | 2022.  | 2023.   |
| ----------- | ------ | ------- |
| Broj ljudi: | 22 023 | 21 805  |
| Razlika:    |        | -0,98 % |

Po popisu stanovništva iz 2001. godine grad je imao 25.995 stanovnika. Po popisu stanovništva u gradu živi najviše Slovaka.
- Slovaci 96,6 %
- Česi 1,4 %
- Romi 0,2 %
- Mađari 0,2 %

Prema vjeroispovijesti najviše je rimokatolika 76,7 %, ateista 16,4 % i luterana 2,5 %.

## Gradovi prijatelji
- Vác, Mađarska
- Zawadzkie, Poljska
- Otrokovice, Češka

## Vanjske poveznice
- Službena stranica grada

### Ostali projekti
|  | Zajednički poslužitelj ima još gradiva o temi Dubnica nad Váhom |